# People Before Profit Alliance
People Before Profit Alliance (PBPA) et en irsk politisk parti som er aktiv i både Irland og Nordirland.
Partiet blev oprettet i 2005. Organisationen Community & Workers Action Group of south Dublin (CWAG) Action Group blev medlem af partiet i 2007 og medbragte partiets eneste folkevalgte repræsentant, Joan Collins, der tidligere var medlem af Socialist Party. Partiet er et venstreorienteret socialistisk demokratisk parti uden leder, som forsøger at modvirke neoliberalisme og krig.
Partiet var i 2008 med i modstanden mod Lissabontraktaten. – Ved lokalvalgene i Irland i 2009 fik Alliancen i alt valgt tretten kandidater. – Ved det irske valg i 2011 blev Richard Boyd Barrett og Joan Collins valgt ind i Dáil Éireann.

## Valgte repræsentanter
- Joan Collins T.D. – Dublin South-Central
- Richard Boyd Barrett T.D. – Dún Laoghaire
- Councillor Hugh Lewis – Ballybrack, Dun Laoghaire-Rathdown
- Councillor Gino Kenny – Clondalkin, South Dublin County Council
- Councillor Brid Smith – Ballyfermot/Drimnagh, Dublin City Council

## Ekstern henvisning
- Officiel hjemmeside